# Paleoarktička zona
Paleoarktička zona na području biogeografije označava "stara kopnena područja" Europe, Sjeverne Afrike do južnog ruba Sahare i Azije (na jugu do Himalaje (bez Indijskog potkontinenta i Arapskog poluotoka) i pripadajuće otoke.
Paleoarktička zona nastala je u geološkom razdoblju paleogenu, kada su se na tom području razvijale nove formacije biljaka i životinja. 
Zajedno s nearktičkom regijom (= sjeverna Amerika, sjeverni Meksiko i Grenland) čini holoarktičku regiju u sjevernoj polutci. 